# Dekanat mścisławski
Dekanat mścisławski – jeden z ośmiu dekanatów wchodzących w skład eparchii mohylewskiej i mścisławskiej Egzarchatu Białoruskiego Patriarchatu Moskiewskiego.

## Parafie w dekanacie
- Parafia Opieki Matki Bożej w Baścienowiczach
  - Cerkiew Opieki Matki Bożej w Baścienowiczach
- Parafia św. Maksyma Wyznawcy w Chodosach
  - Cerkiew św. Maksyma Wyznawcy w Chodosach
- Parafia św. Mikołaja Cudotwórcy w Krzyczewie
  - Cerkiew św. Mikołaja Cudotwórcy w Krzyczewie
- Parafia Opieki Matki Bożej w Krzyczewie
  - Cerkiew Opieki Matki Bożej w Krzyczewie
- Parafia Zmartwychwstania Pańskiego w Krzyczewie
  - Cerkiew Zmartwychwstania Pańskiego w Krzyczewie
- Parafia Wniebowstąpienia Pańskiego w Mazołowie
  - Cerkiew Wniebowstąpienia Pańskiego w Mazołowie
- Parafia św. Aleksandra Newskiego w Mścisławiu
  - Sobór św. Aleksandra Newskiego w Mścisławiu
- Parafia Podwyższenia Krzyża Pańskiego w Mścisławiu
  - Cerkiew Podwyższenia Krzyża Pańskiego w Mścisławiu
- Parafia św. Onufrego w Sielcu
  - Cerkiew św. Onufrego w Sielcu
- Parafia św. Proroka Eliasza w Sławnem
  - Cerkiew św. Proroka Eliasza w Sławnem

## Monastery
- Monaster Zaśnięcia Najświętszej Maryi Panny w Pustyńce

## Galeria

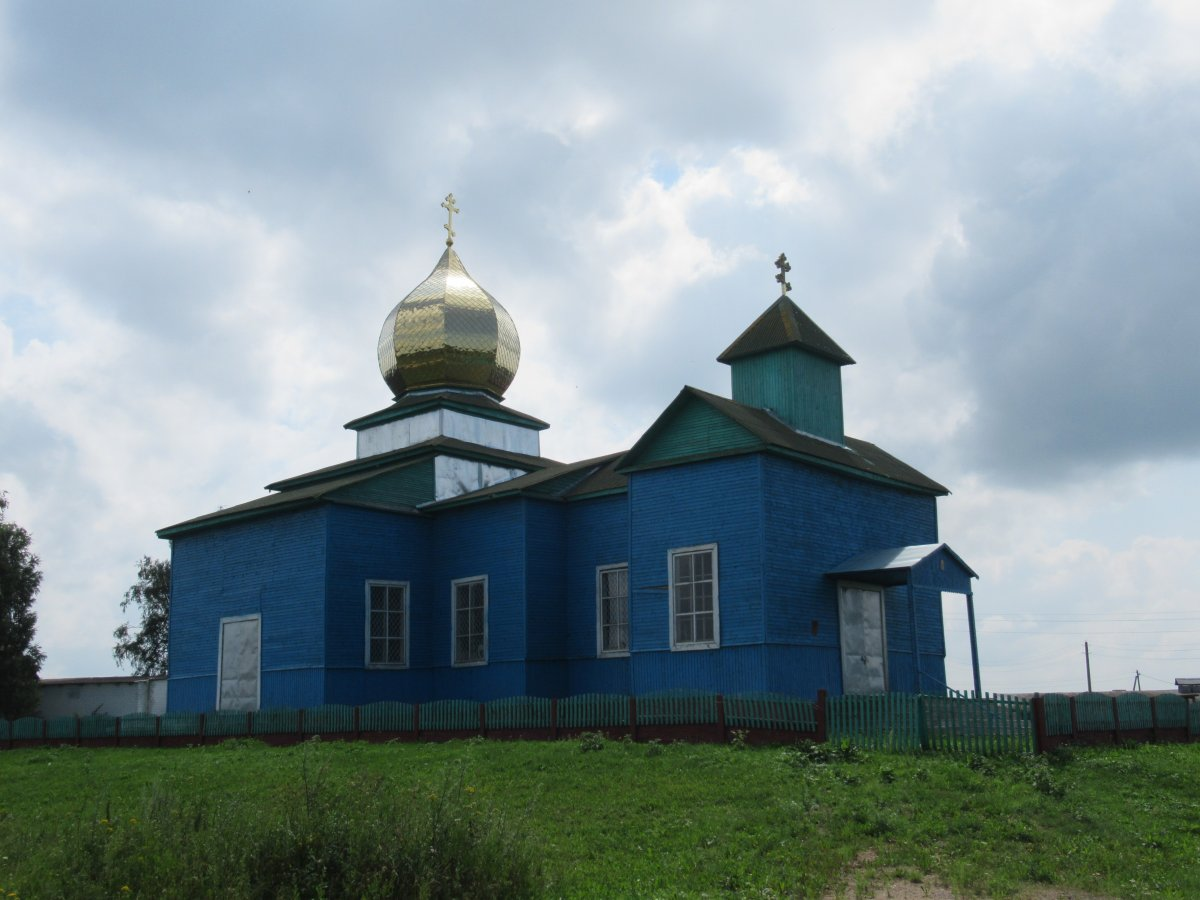
Cerkiew Opieki Matki Bożej w Baścienowiczach
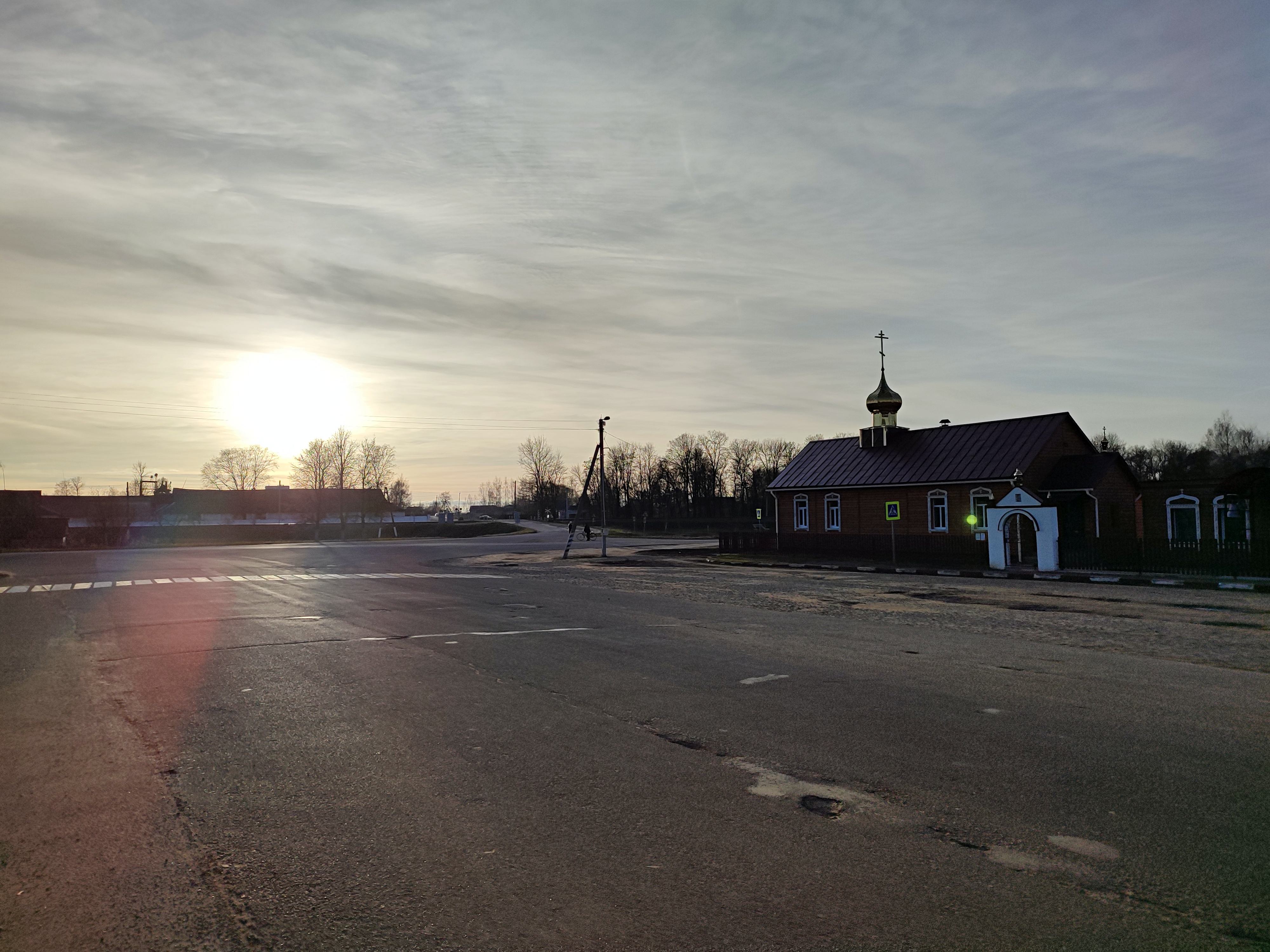
Cerkiew św. Maksyma Wyznawcy w Chodosie
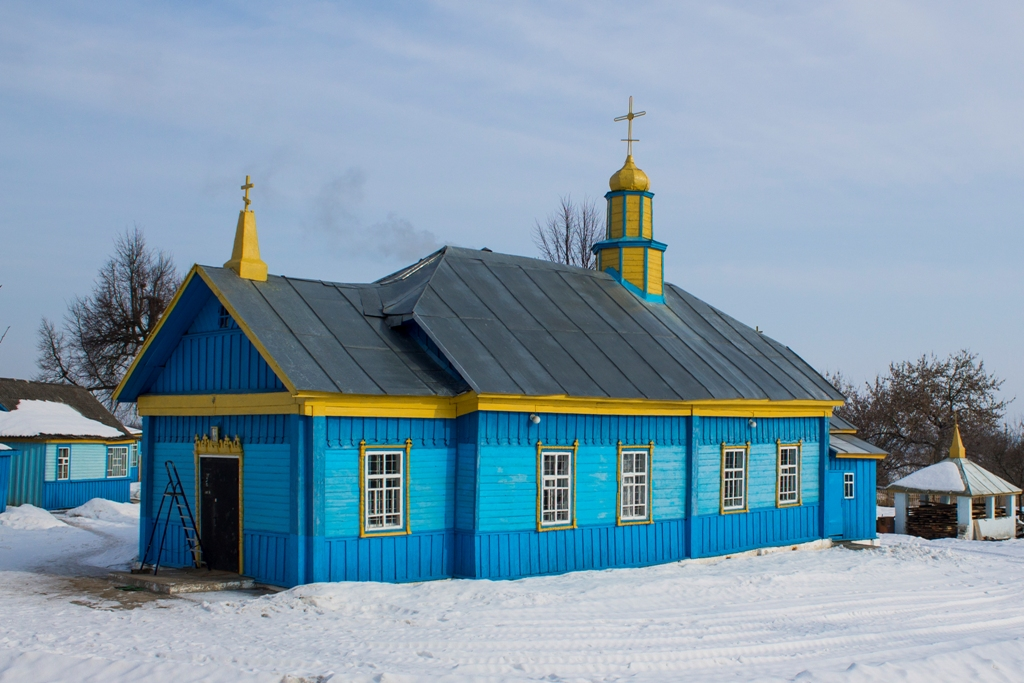
Cerkiew św. Mikołaja Cudotwórcy w Krzyczewie
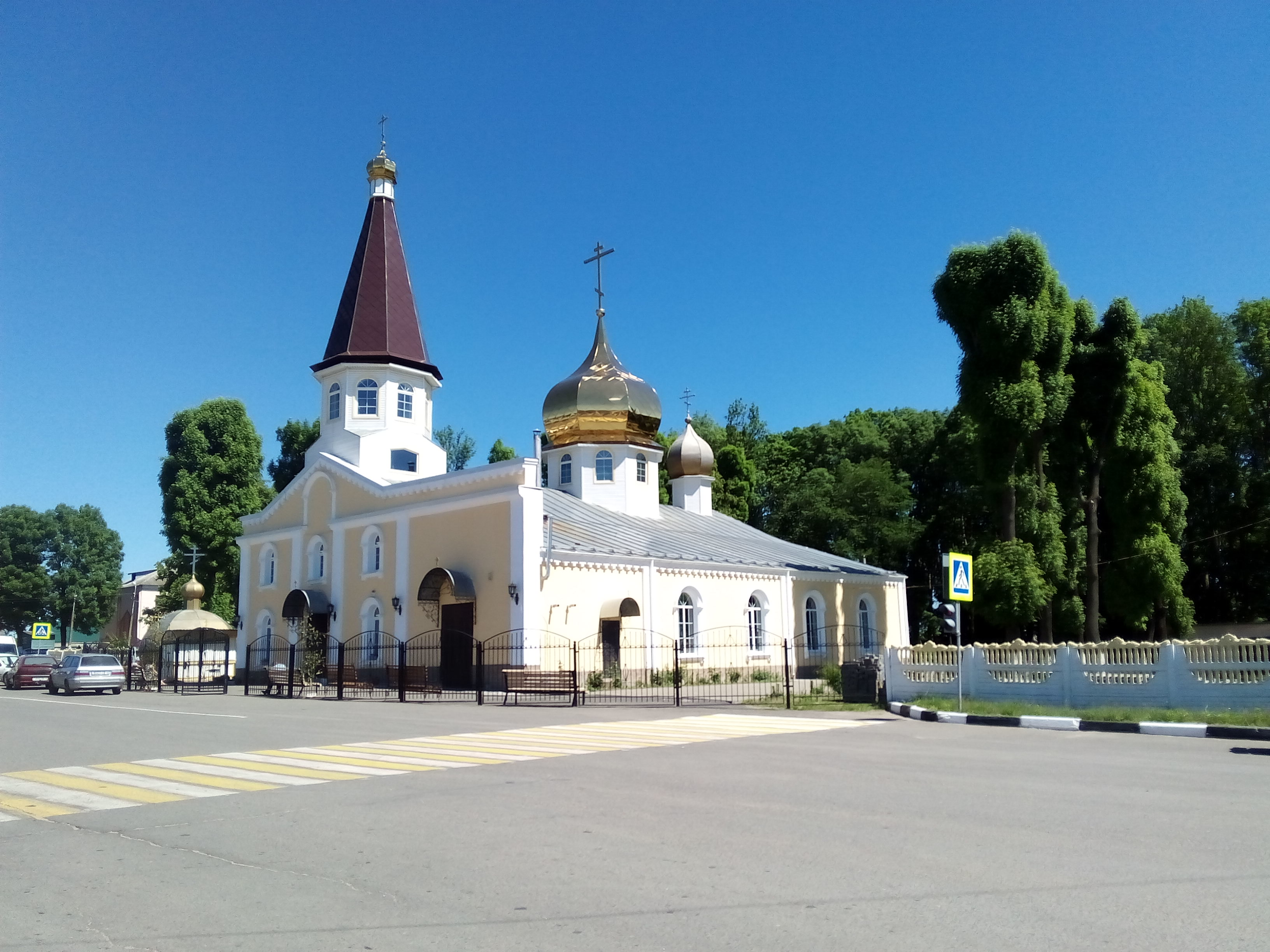
Cerkiew Zmartwychwstania Pańskiego w Krzyczewie
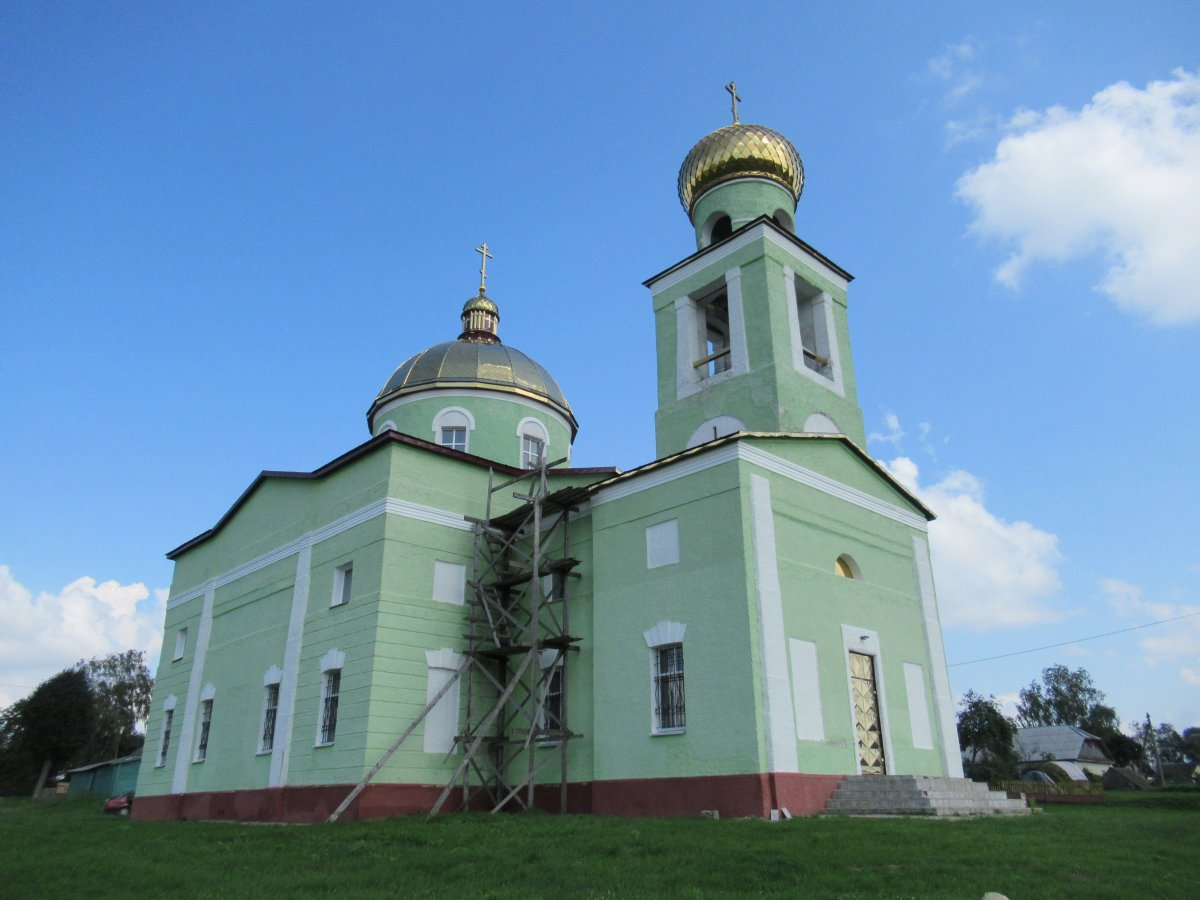
Cerkiew Wniebowstąpienia Pańskiego w Mazołowie
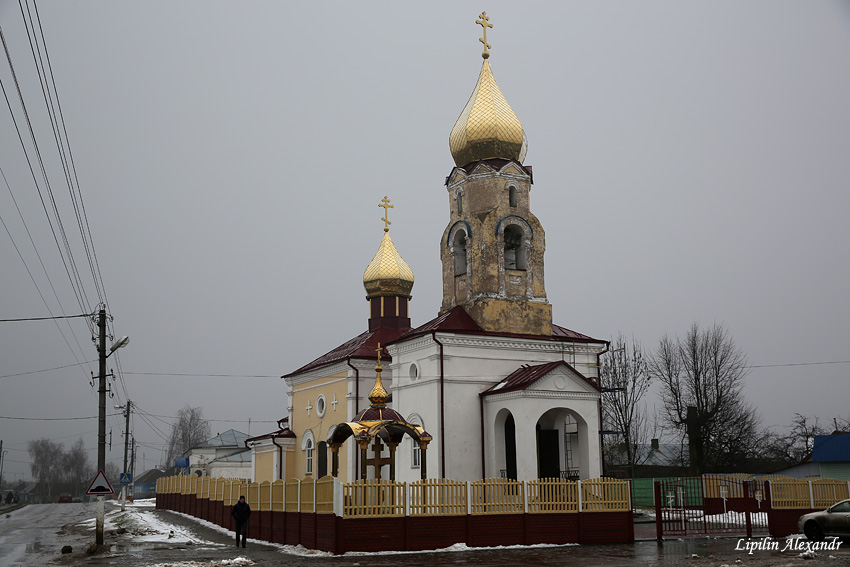
Cerkiew Podwyższenia Krzyża Pańskiego w Mścisławiu
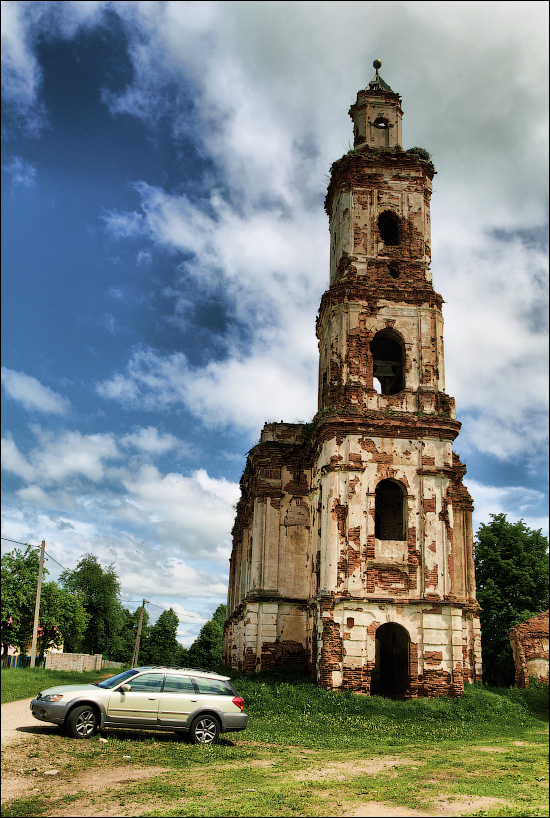
Cerkiew św. Onufrego w Sielcu
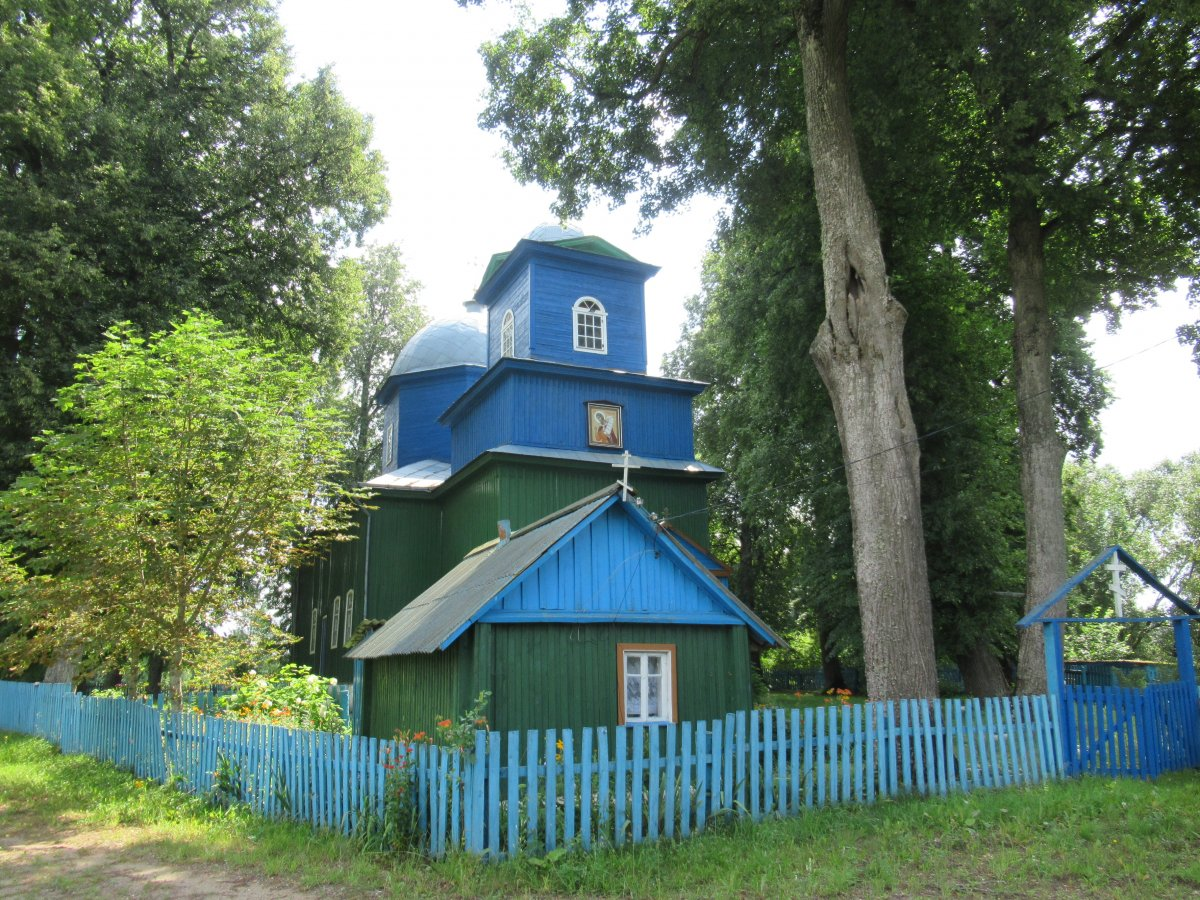
Cerkiew św. Proroka Eliasza w Sławnem